# Johnny A. Sanchez
Johnny A. Sanchez (nascido em 14 de maio de 1982) é um Stand-up comedy e ator, mais conhecido como membro da MADtv desde a sua décima terceira temporada.

## Carreira
Johnny A. Sanchez passou muitos anos como comediante stand-up, é um veterano de muitos clubes de comédia de Los Angeles. Ele também fez voz sobre alguns filmes, principalmente como a voz do Lombardo em Happy Feet.
Ele tem sido ocasionalmente confundida com o produtor Johnny Sanchez, geralmente devido à omissão da inicial do meio que diferencia ambos os artistas.

### MADtv
A partir do Outono de 2008, Johnny A. Sanchez retornou para sua segunda temporada na MADtv

## Prêmios e indicações
| Ano  | Associação  | Prêmio Categoria                                                   | Resultado |
| ---- | ----------- | ------------------------------------------------------------------ | --------- |
| 2008 | Prémio ALMA | Performance Masculino proeminente em uma série de televisão Comedy | Indicado  |